# Упередження песимізму
Упередження песимізму — когнітивне упередження, під дією якого людина переоцінює ймовірність негативних подій при недооцінці імовірності позитивних подій. Таке ставлення очікування найгіршого є помітною когнітивною особливістю депресії і може мати значні наслідки як на особистому, так і на соціальному рівні. 
Наслідки упередженості песимізму можуть значно змінити поведінку людини. Багато рішень, в яких є потенційний негативний результат, можуть бути не прийняті через переоцінку ймовірности такого результату. Чітке уявлення про переоцінку негативних подій дає французьке дослідження, в якому учасникам запропонували наступний уявний експеримент: нехай монетку підкидають 10 разів і кожного разу коли випадає орел, учасник отримує винагороду в 10 євро. Потім людей запитували, як часто вони очікують перемоги. Незважаючи на те, що обсяг вибірки в дослідженні становив понад 1500 осіб, середня відповідь була 3,9, що значно нижче очікуваного середнього балу в 5. Автори припустили, що песимістичний упередження призвело до того, що люди переоцінили ймовірність програшу в жеребку, водночас недооцінивши ймовірність перемоги. 
Суспільний песимізм може мати значні політичні наслідки, оскільки може вплинути на громадську думку. Наприклад, завищена оцінка очікувань щодо негативних подій, таких як насильство та тероризм, може спонукати населення голосувати за певного кандидата або дотримуватись хибних переконань. Популярний психолог Стівен Пінкер наводить цей аргумент у своїй книзі «The Better Angels of Our Nature: The Decline of Violence in History and Its Causes», посилаючись на те, що віра людей у сучасність, яка породжує жахливе насильство, не зовсім узгоджується з даними. Деякі порівняння показують, що минуле було в 40 разів більш жорстоким, ніж теперішнє, згідно з певними емпіричними показниками страждань.
Слід також зазначити, що упередженість песимізму не завжди призводить до ірраціональної поведінки, оскільки іноді може призвести до прийняття більш оптимальних рішень.

## Дихотомія оптимізму-песимізму
Може бути складно обговорювати упередження песимізму, не враховуючи також упередження оптимізму. Обидва упередження дійсно можуть співіснувати в популяції як когнітивні явища, оскільки не кожне упередження стосується кожної людини. Більше того, обидві упередження також можуть співіснувати для однієї і тієї ж людини, залежно від контексту ситуації. 
Загалом більшість людей схильні висловлювати упередження оптимізму. Наприклад, більшість людей очікують жити довше і бути здоровішими за інших.
Нервові механізми, які, як передбачається, беруть участь у посередництві оптимізму, включають функціональний зв’язок між ростральною передньою поясною корою і мигдалиною. Ця мережа також пов'язана з песимізмом; зокрема, порушення в цьому шляху пов’язані з депресією, яка, у свою чергу, часто спонукає до песимізму. Це розходження з типовою схемою оптимізму може призвести до негативних очікувань, наприклад, прожити коротше життя та бути менш здоровим, ніж інші. 
Крім нейронаукових даних, були зафіксовані культурні відмінності в оптимізмі та упередженнях песимізму. Одне дослідження показало, що жителі Заходу (респонденти з Європи) частіше очікують позитивних подій, ніж жителі Сходу (японські респонденти), причому жителі зі Сходу частіше очікують, що з ними відбуваються негативні події. Автори дослідження припускають результати можуть бути пов’язані з ідеєю, що західний індивідуалізм сприяє самовдосконаленню, тоді як східний колективізм сприяє самокритиці. 
Біологічний аспект нейронної схеми в механізмах оптимізму, у поєднанні з культурним поглядом на дихотомію оптимізму-песимізму, вносять нюанси в тему і створюють великі проблеми у розв’язанні причинно-наслідкового зв’язку, який може пояснити упередження песимізму. 
Дослідження, яке вивчало 852 пари близнюків, виявило чіткий генетичний вплив на оптимізм і песимізм на додаток до ефекту навколишнього середовища на рівні сім’ї.

## Історія
Експериментальна психологія мало досліджувала упередження песимізму, оскільки саме упередженності оптимізму приділяли найбільшу увагу. Лише наприкінці 90-х і на початку 2000-х у літературі почали з’являтися песимістичні тенденції, як, наприклад, стаття Джастіна Крюгера 1999 року, в якій підкреслюється «ефект нижче середнього», який припускає, що упередження оптимізму може бути не так повсюдно, як вважалося.
Проте зв’язок між упередженням песимізму та депресією можна простежити ще в 60-х роках, коли Аарон Бек, один із піонерів когнітивно-поведінкової терапії, запропонував модель депресії з когнітивним упередженням, в якій пацієнти демонструють нереалістичне негативне сприйняття себе і світу, стверджуючи, що висновки депресивних людей визначаються «систематичним упередженням проти самого себе».